# Telltistock
Telltistock är en bergstopp i Schweiz.   Den ligger i distriktet Interlaken-Oberhasli och kantonen Bern, i den centrala delen av landet, 80 km öster om huvudstaden Bern. Toppen på Telltistock är 2 592 meter över havet.
Terrängen runt Telltistock är mycket bergig. Runt Telltistock är det mycket glesbefolkat, med 5 invånare per kvadratkilometer.. Närmaste större samhälle är Meiringen, 15,2 km väster om Telltistock. 
Trakten runt Telltistock är permanent täckt av is och snö.